# توی بوی
توی بوی (اسپانیایی: Toy Boy‎؛ ‏ معنای تحت‌اللفظی:ژیگولو، جوان خوش‌تیپ و خوش‌گذران) یک مجموعهٔ تلویزیونی فیلم درام اسپانیایی است که در سال ۲۰۱۹ منتشر شد.

## گزیدهٔ بازیگران
- خسوس موسکرا
- کریستینا کاستانیو
- ماریا پدراسا
- ماریا پخالته
- آدلفا کالوو
- میریام دیاس آروکا[۴]
- الکس گونزالس[۵]

## قسمت‌ها

### خلاصه
| فصل | قسمت‌ها | قسمت‌ها | تاریخ اصلی روی آنتن رفتن | تاریخ اصلی روی آنتن رفتن | تاریخ اصلی روی آنتن رفتن | منابع |
| فصل | قسمت‌ها | قسمت‌ها | اولین بار                | آخرین بار                | شبکه                     | منابع |
| --- | ------ | ------ | ------------------------ | ------------------------ | ------------------------ | ----- |
| ۱   | ۱۳     | ۱۳     | ۸ سپتامبر ۲۰۱۹           | ۱ دسامبر ۲۰۱۹            | آترِس‌پلیر پریمیوم         | [ ۶ ] |
| ۲   | ۸      | ۸      | ۲۶ سپتامبر ۲۰۲۱          | ۲۱ نوامبر ۲۰۲۱           | آترِس‌پلیر پریمیوم         | [ ۷ ] |

### فصل اول (۲۰۱۹)
| شم. کلی | شم. در فصل | عنوان             | تاریخ انتشار اصلی |
| ------- | ---------- | ----------------- | ----------------- |
| ۱       | ۱          | «قسمت آزمایشی»    | ۸ سپتامبر ۲۰۱۹    |
| ۲       | ۲          | «در میان مردگان»  | ۱۵ سپتامبر ۲۰۱۹   |
| ۳       | ۳          | «واپسین داوری»    | ۲۲ سپتامبر ۲۰۱۹   |
| ۴       | ۴          | «نقطهٔ آغازین»     | ۲۹ سپتامبر ۲۰۱۹   |
| ۵       | ۵          | «نبض قاتل»        | ۶ اکتبر ۲۰۱۹      |
| ۶       | ۶          | «پایان گرفتاری‌ها» | ۱۳ اکتبر ۲۰۱۹     |
| ۷       | ۷          | «تغییر چهره»      | ۲۰ اکتبر ۲۰۱۹     |
| ۸       | ۸          | «یگانه شاهد»      | ۲۷ اکتبر ۲۰۱۹     |
| ۹       | ۹          | «عشق مادری»       | ۳ نوامبر ۲۰۱۹     |
| ۱۰      | ۱۰         | «عکس‌های پولاروید» | ۱۰ نوامبر ۲۰۱۹    |
| ۱۱      | ۱۱         | «توله سگ»         | ۱۷ نوامبر ۲۰۱۹    |
| ۱۲      | ۱۲         | «رستگاری»         | ۲۴ نوامبر ۲۰۱۹    |
| ۱۳      | ۱۳         | «فرشتگان مغضوب»   | ۱ دسامبر ۲۰۱۹     |

### فصل دوم
| شم. کلی | شم. در فصل | عنوان                         | تاریخ انتشار اصلی |
| ------- | ---------- | ----------------------------- | ----------------- |
| ۱۴      | ۱          | «آنکه بیش از همه دوستش داری»  | ۲۶ سپتامبر ۲۰۲۱   |
| ۱۵      | ۲          | «سکس برای تو چه معنایی دارد؟» | ۳ اکتبر ۲۰۲۱      |
| ۱۶      | ۳          | «بهای خدایان»                 | ۱۰ اکتبر ۲۰۲۱     |
| ۱۷      | ۴          | «بهشت و جهنم»                 | ۲۴ اکتبر ۲۰۲۱     |
| ۱۸      | ۵          | «معابد نامقدس»                | ۳۱ اکتبر ۲۰۲۱     |
| ۱۹      | ۶          | «اشاره‌ای عاشقانه»             | ۷ نوامبر ۲۰۲۱     |
| ۲۰      | ۷          | «چرا به من می‌گویند تُرک؟»      | ۱۴ نوامبر ۲۰۲۱    |
| ۲۱      | ۸          | «درهایی که باز می‌شوند»        | ۲۱ نوامبر ۲۰۲۱    |